# Češka nogometna reprezentacija
Češka nogometna reprezentacija predstavlja Češku u međunarodnom muškom nogometu.

## Povijest

### Europsko prvenstvo 2016.
Češka je na Europsko prvenstvo u Francuskoj zauzela posljednje, četvrto mjesto u skupini D s jednim osvojenim bodom, 2:2 remijem protiv Hrvatske. U preostala dva dvoboja Češka je izgubila s 0:1 od Španjolske i 0:2 od Turske. Nakon Europskog prvenstva je Češki nogometni savez za novoga je izbornika imenovao Karela Jarolíma, on je na toj dužnosti zamijenio Pavela Vrbu koji je nakon neuspješnog nastupa na Europskom prvenstvu u Francuskoj odlučio preuzeti ruskog prvoligaša Anžija iz Mahačkale.

### Svjetsko prvenstvo 2018.
Češka je u kvalifikacijama za Svjetsko prvenstvo u 2018. godini igrala u skupini C s Njemačkom, Sjevernom Irskom, Norveškom, Azerbajdžanom i San Marinom.

## Trenutni sastav
Zadnji put ažurirano: 5. lipnja 2021.
| 0#0 | Poz. | Igrač                     | Datum rođenja (dob)          | Nastupi | Golovi | Klub             |
| --- | ---- | ------------------------- | ---------------------------- | ------- | ------ | ---------------- |
| 1   | G    | Tomáš Vaclík              | 29. ožujka 1989. (dob: 32)   | 36      | 0      | Sevilla          |
| 2   | B    | Pavel Kadeřábek           | 25. travnja 1992. (dob: 29)  | 47      | 3      | 1899 Hoffenheim  |
| 3   | B    | Ondřej Čelůstka           | 18. lipnja 1989. (dob: 31)   | 24      | 2      | Sparta Prag      |
| 4   | B    | Jakub Brabec              | 6. kolovoza 1992. (dob: 28)  | 20      | 1      | Viktoria Plzeň   |
| 5   | B    | Vladimír Coufal           | 22. kolovoza 1992. (dob: 28) | 14      | 1      | West Ham United  |
| 6   | B    | Tomáš Kalas               | 15. svibnja 1993. (dob: 28)  | 22      | 2      | Bristol City     |
| 7   | V    | Antonín Barák             | 3. prosinca 1994. (dob: 26)  | 18      | 6      | Hellas Verona    |
| 8   | V    | Vladimír Darida (kapetan) | 8. kolovoza 1990. (dob: 30)  | 70      | 8      | Hertha BSC       |
| 9   | B    | Tomáš Holeš               | 31. ožujka 1993. (dob: 28)   | 7       | 1      | Slavia Prag      |
| 10  | N    | Patrik Schick             | 24. siječnja 1996. (dob: 25) | 24      | 10     | Bayer Leverkusen |
| 11  | N    | Michael Krmenčík          | 15. ožujka 1993. (dob: 28)   | 28      | 9      | PAOK             |
| 12  | V    | Lukáš Masopust            | 12. veljače 1993. (dob: 28)  | 20      | 1      | Slavia Prag      |
| 13  | V    | Petr Ševčík               | 4. svibnja 1994. (dob: 27)   | 6       | 0      | Slavia Prag      |
| 14  | V    | Jakub Jankto              | 19. siječnja 1996. (dob: 25) | 33      | 4      | Sampdoria        |
| 15  | V    | Tomáš Souček              | 27. veljače 1995. (dob: 26)  | 33      | 7      | West Ham United  |
| 16  | G    | Aleš Mandous              | 21. travnja 1992. (dob: 29)  | 1       | 0      | Sigma Olomouc    |
| 17  | B    | David Zima                | 8. studenoga 2000. (dob: 20) | 1       | 0      | Slavia Prag      |
| 18  | B    | Jan Bořil                 | 11. siječnja 1991. (dob: 30) | 21      | 0      | Slavia Prag      |
| 19  | N    | Adam Hložek               | 25. srpnja 2002. (dob: 18)   | 2       | 0      | Sparta Prag      |
| 20  | N    | Matěj Vydra               | 1. svibnja 1992. (dob: 29)   | 35      | 6      | Burnley          |
| 21  | V    | Alex Král                 | 19. svibnja 1998. (dob: 23)  | 16      | 2      | Spartak Moskva   |
| 22  | B    | Aleš Matějů               | 3. lipnja 1996. (dob: 25)    | 4       | 0      | Brescia          |
| 23  | G    | Jiří Pavlenka             | 14. travnja 1992. (dob: 29)  | 13      | 0      | Werder Bremen    |
| 24  | N    | Tomáš Pekhart             | 26. svibnja 1989. (dob: 32)  | 21      | 2      | Legia Varšava    |
| 25  | V    | Jakub Pešek               | 24. lipnja 1993. (dob: 27)   | 1       | 1      | Slovan Liberec   |
| 26  | V    | Michal Sadílek            | 31. svibnja 1999. (dob: 22)  | 0       | 0      | Slovan Liberec   |

## Statistike
| Broj | Igrač             | Godine        | Nastupi | Golovi |
| ---- | ----------------- | ------------- | ------- | ------ |
| 1    | Petr Čech         | 2002. – 2016. | 124     | 0      |
| 2    | Karel Poborský    | 1994. – 2006. | 118     | 8      |
| 3    | Tomáš Rosický     | 2000. – 2016. | 105     | 23     |
| 4    | Jaroslav Plašil   | 2004. – 2016. | 103     | 7      |
| 5    | Milan Baroš*      | 2001. – 2012. | 93      | 41     |
| 06   | Jan Koller        | 1999. – 2009. | 91      | 55     |
| 06   | Pavel Nedvěd      | 1994. – 2006. | 91      | 18     |
| 8    | Vladimír Šmicer   | 1993. – 2005. | 80      | 27     |
| 9    | Tomáš Ujfaluši    | 2001. – 2009. | 78      | 2      |
| 10   | Marek Jankulovski | 2000. – 2009. | 77      | 11     |

| Broj | Igrač             | Godine           | Golovi | Nastupi |
| ---- | ----------------- | ---------------- | ------ | ------- |
| 1    | Jan Koller        | 1999. – 2009.    | 55     | 91      |
| 2    | Milan Baroš*      | 2001. – 2012.    | 41     | 93      |
| 3    | Vladimír Šmicer   | 1993. – 2005.    | 27     | 80      |
| 4    | Tomáš Rosický     | 2000. – 2016.    | 23     | 105     |
| 5    | Pavel Kuka        | 1994. – 2001.    | 22     | 63      |
| 06   | Patrik Berger     | 1994. – 2001.    | 18     | 44      |
| 06   | Pavel Nedvěd      | 1994. – 2006.    | 18     | 91      |
| 8    | Vratislav Lokvenc | 1995. – 2006.    | 14     | 74      |
| 9    | Tomáš Necid*      | 2008. – trenutno | 12     | 44      |
| 10   | Marek Jankulovski | 2000. – 2009.    | 11     | 77      |

## Uspjesi na velikim natjecanjima
| Prvenstvo                    | Rezultat                         |
| ---------------------------- | -------------------------------- |
| Urugvaj 1930.                | Sudjelovala kao dio Čehoslovačke |
| Italija 1934.                | Sudjelovala kao dio Čehoslovačke |
| Francuska 1938.              | Sudjelovala kao dio Čehoslovačke |
| Brazil 1950.                 | Sudjelovala kao dio Čehoslovačke |
| Švicarska 1954.              | Sudjelovala kao dio Čehoslovačke |
| Švedska 1958.                | Sudjelovala kao dio Čehoslovačke |
| Čile 1962.                   | Sudjelovala kao dio Čehoslovačke |
| Engleska 1966.               | Sudjelovala kao dio Čehoslovačke |
| Meksiko 1970.                | Sudjelovala kao dio Čehoslovačke |
| SR Njemačka 1974.            | Sudjelovala kao dio Čehoslovačke |
| Argentina 1978.              | Sudjelovala kao dio Čehoslovačke |
| Španjolska 1982.             | Sudjelovala kao dio Čehoslovačke |
| Meksiko 1986.                | Sudjelovala kao dio Čehoslovačke |
| Italija 1990.                | Sudjelovala kao dio Čehoslovačke |
| SAD 1994.                    | Sudjelovala kao dio Čehoslovačke |
| Francuska 1998.              | Nije se kvalificirala            |
| Južna Koreja i Japan 2002.   | Nije se kvalificirala            |
| Njemačka 2006.               | Grupna faza                      |
| Južnoafrička Republika 2010. | Nije se kvalificirala            |
| Brazil 2014.                 | Nije se kvalificirala            |
| Rusija 2018.                 | Nije se kvalificirala            |

| Prvenstvo                  | Rezultat                         |
| -------------------------- | -------------------------------- |
| Francuska 1960.            | Sudjelovala kao dio Čehoslovačke |
| Španjolska 1964.           | Sudjelovala kao dio Čehoslovačke |
| Italija 1968.              | Sudjelovala kao dio Čehoslovačke |
| Belgija 1972.              | Sudjelovala kao dio Čehoslovačke |
| Jugoslavija 1976.          | Sudjelovala kao dio Čehoslovačke |
| Italija 1980.              | Sudjelovala kao dio Čehoslovačke |
| Francuska 1984.            | Sudjelovala kao dio Čehoslovačke |
| SR Njemačka 1988.          | Sudjelovala kao dio Čehoslovačke |
| Švedska 1992.              | Sudjelovala kao dio Čehoslovačke |
| Engleska 1996.             | 00000000Drugo mjesto             |
| Belgija i Nizozemska 2000. | Grupna faza                      |
| Portugal 2004.             | 00000000Treće mjesto             |
| Austrija i Švicarska 2008. | Grupna faza                      |
| Poljska i Ukrajina 2012.   | Četvrtfinale                     |
| Francuska 2016.            | Grupna faza                      |
| Europa 2020.               | Kvalificirala se                 |

## Izbornici
| Godine           | Drž. | Izbornici        |
| ---------------- | ---- | ---------------- |
| 1994. – 1997.    |      | Dušan Uhrin      |
| 1998. – 2001.    |      | Jozef Chovanec   |
| 2001. – 2008.    |      | Karel Brückner   |
| 2008. – 2009.    |      | Petr Rada        |
| 2009.            |      | František Straka |
| 2009.            |      | Ivan Hašek       |
| 2009. – 2013.    |      | Michal Bílek     |
| 2013.            |      | Josef Pešice     |
| 2014. – 2016.    |      | Pavel Vrba       |
| 2016. – 2018.    |      | Karel Jarolím    |
| 2018. – trenutno |      | Jaroslav Šilhavý |

## Vanjske poveznice
- Službene stranice  Arhivirana inačica izvorne stranice od 30. travnja 2011. (Wayback Machine)